# 24 Hores de Montjuïc 1984
L'edició de 1984 de les 24 Hores de Montjuïc fou la 30a d'aquesta prova, organitzada per la Penya Motorista Barcelona al Circuit de Montjuïc el cap de setmana del 14 i 15 de juliol.

## Classificació general

El Circuit de Montjuïc

| Posició | Pilot 1              | Pilot 2             | Pilot 3                 | Motocicleta  | Voltes |
| ------- | -------------------- | ------------------- | ----------------------- | ------------ | ------ |
| 1       | Benjamí Grau         | Luis Miguel Reyes   | Joan Garriga            | Ducati 750   | 721    |
| 2       | Wolfgang Gierden     | Dominique Auguin    | -                       | Honda        | 705    |
| 3       | Domingo Gil          | F. J. Rico          | Juan Cano               | Yamaha       | 692    |
| 4       | Gerrie van Rooyen    | Freddy Collewaert   | Bert Philippi           | Honda        | 683    |
| 5       | Ignasi Bultó         | Toni García         | Jep Martinell           | Kobas-Suzuki | 679    |
| 6       | Koichi Shimada       | Wolfhard Kurzhagen  | H. Schmitz              | Yamaha       | 673    |
| 7       | Eduard Cots          | Joan Ramon Bolart   | J. L. Casado            | Yamaha       | 672    |
| 8       | Josep Maria Busquets | Ferran Cabré        | Santiago Valldosera     | BMW          | 670    |
| 9       | Marià Capellà        | Xavier Puerto       | Josep Lluís de la Torre | Montesa      | 665    |
| 10      | Jordi Castany        | Frederic Montllonch | Juan N. Gracia          | Honda        | 664    |

1. ↑  Velocitat mitjana: 113,877 km/h.

## Trofeus addicionals
- XXX Trofeu "Centauro" de El Mundo Deportivo: Ducati (Benjamí Grau - Luis Miguel Reyes - Joan Garriga)